# Tempête tropicale Allison
Pour les articles homonymes, voir Cyclone tropical Allison.
Allison, premier cyclone de la saison cyclonique 2001, restera dans l'Histoire pour être la tempête tropicale la plus dévastatrice. Allison sera ainsi la première tempête tropicale retirée de la liste sans que son détenteur n'ait atteint le statut d'ouragan. Elle restera la seule jusqu'en 2016, lorsque le nom d'Erika sera à son tour retiré des listes, sans jamais avoir atteint le statut d'ouragan.
Allison touchera d'abord le Texas le 5 juin, puis la Louisiane le 11 juin et continuera à travers le Mississippi, l'Alabama, la Floride, la Géorgie et les Carolines. Les pluies torrentielles apportés par la tempête amèneront la mort de 41 personnes, et des dégâts estimés à 5,5 milliards de dollars. Après ce désastre, George W. Bush déclarera ce qu'on pourrait appeler "l'état de catastrophe naturelle" dans 75 comtés.
Allison connut une longévité inhabituelle pour un cyclone de juin. Il gardera une forme tropicale ou subtropicale pendant 15 jours, malgré la traversée des États-Unis. Le quatrième cyclone tropical atlantique le plus coûteux à ce moment et toujours le cyclone tropical atlantique le plus coûteux qui n'a jamais été un ouragan majeur, le nom Allison a été la première tempête tropicale atlantique à voir son nom retiré sans jamais avoir atteint la force d'un ouragan.

## Évolution météorologique
Le 26 mai, émerge des côtes africaines une onde tropicale. L'année n'est pas encore assez avancée pour que cette onde se développe au-dessus de l'Atlantique. Une faible convection reste cependant associée à cette onde. L'onde, marchant plein Ouest, traverse le Venezuela, la mer des Caraïbes, puis le Mexique, pour arriver dans le Pacifique Nord, au large d'Oaxaca. Le système reste bien organisé, une circulation cyclonique se met d'ailleurs en place. Cependant, un flux de Sud associé à une dépression sur les Rocheuses force la perturbation à remonter vers le Nord. La traversée du Mexique affaiblit l'onde, qui perd toute circulation cyclonique dans les basses couches. Elle arrive en baie de Campêche le 4 juin, et la convection reprend rapidement. Le 5 juin, la tempête tropicale Allison prend naissance à 225 kilomètres au sud de Galveston.
Elle garde au début quelques caractéristiques subtropicales, notamment un cœur froid en altitude qui entretient la convection. Pourtant, Allison se creuse rapidement, et tard le 5 juin, pointe à 1 002 hectopascals avec des vents soutenus à 93 km/h. Elle touche terre une première fois au Texas, Allison s'est néanmoins légèrement affaibli avant. Le centre du phénomène passe près de Freeport, et Galveston enregistre des vents soutenus sur une minute de 70 km/h, à une quarantaine de kilomètres de là. Allison se résorbe alors en précipitations au-dessus du Texas.
Le 7 juin, Allison se trouve bloqué par un anticyclone au Nord, et le centre du système reste plus ou moins stationnaire au-dessus du Comté d'Angelina. Le 8, Allison rebrousse chemin et retourne le 10 juin au-dessus du golfe du Mexique, le centre de la tempête passant à 35 kilomètres à l'Ouest de son point d'entrée.
Considérablement affaibli, Allison n'est plus qu'une dépression subtropicale avec des vents soutenus à 37 km/h à son retour au-dessus des eaux du Golfe. Les conditions s'opposent alors à une prise de puissance par Allison. En effet, l'air environnant est sec, et le cisaillement du vent, horizontal est présent. Allison grappille quelques hectopascals pour atteindre 1 000 hPa le 11 juin, mais les vents restent faibles, environ 74 km/h. Quelques heures auparavant, elle a touché terre à Morgan City. Elle entame une traversée des États-Unis en tant que dépression tropicale. Mais là aussi, ce ne sont pas les vents mais les précipitations qui seront responsables des dommages et des morts.

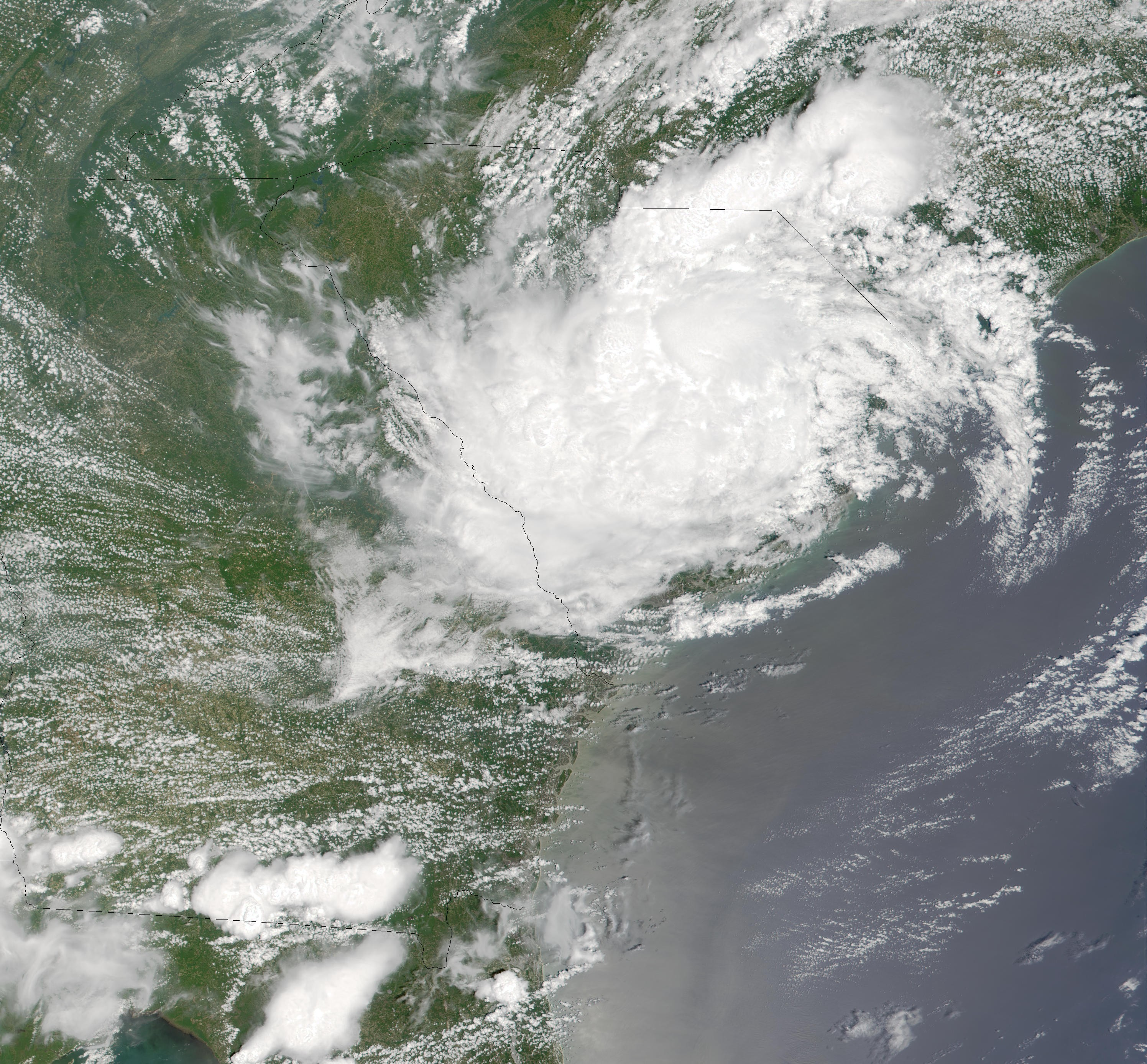
Allison au-dessus de la Caroline du Sud

Le 17 juin, elle atteint finalement l'océan, et tente une nouvelle phase d'intensification. Elle deviendra temporairement une tempête subtropicale le jour même. Mais, située alors au large de Long Island, elle entame une transition extratropicale, avant de définitivement se dissiper le 19.

## Conséquences
Le passage d'Allison provoque des crues majeures, particulièrement à Houston, mais aussi dans le Sud des États-Unis jusqu'à l'Atlantique. On lui associe 41 morts, dont 27 par noyades, et quelque 5,5 milliards de dollars de dégâts matériels.
Le Texas fut le plus durement éprouvé. Allison a stationné au-dessus de cet État pendant 4 jours, déversant des torrents de pluie. Les totaux de pluies approchèrent par endroits 1000 millimètres, provoquant de multiples crues éclair. Houston a ainsi recueilli 94 centimètres de pluies en 6 jours. Les mesures d'évacuations ont cependant été utiles, car aucune noyade n'eut lieu dans les habitations, pourtant plusieurs dizaines de milliers de résidences ont été touchées. Malgré tout, 27 Texans sont morts du passage d'Allison.
Un projet de protection par digue et écluses géantes est à l'étude, en partie inspiré par les dispositifs néerlandais de protection du trait de côte et des estuaires. Certains proposent d'aussi ajouter une seconde ligne de défense pour protéger Houston, appuyée sur une chaîne d'îles artificielles (soit 3 à 6 milliards de dollars de plus, et des risques écologiques difficiles à chiffrer). 
Le Corps rappelle que la loi fédérale l'oblige à construire des projets qui, sur 50 ans, produiront des avantages supérieurs au coût, or, si le Texas veut ici une protection réellement robuste, ces couts pourraient être très élevés, et les délais de construction assez longs (digue opérationnelle vers 2043 si les travaux étaient lancé vers 2023, « sans garantie donc qu'une énorme tempête rivalisant avec l'ouragan Ike ou la catastrophe de 1900 n'arrive avant que les travaux ne soient terminés ». En outre, les dommages et risques environnementaux pourraient être inacceptables au regard de la loi.

## Retrait
En raison des graves dommages et des décès causés par la tempête, le nom Allison a été retiré des listes futures dans le bassin atlantique au printemps 2002. Le nom a été remplacé par Andrea lors de la saison 2007. Allison est l'un des deux systèmes tropicaux de l'Atlantique à avoir retiré son nom sans atteindre la force d'un ouragan, l'autre étant la tempête tropicale Erika de 2015.